# TIOSS
Teledirigirani izvršni organ samoupravljačkog sustava (TIOSS), poznatiji kao Robi, prvi je hrvatski robot. Izradio ga je 1958. godine inženjer Branimir Makanec, na tadašnjem Elektrotehničkom fakultetu u Zagrebu. Izgrađen od otpadnih dijelova američkih aviona iz Drugog svjetskog rata, TIOSS je bio težak oko 150 kilograma i visok oko 220 cm, te je imao mogućnost kretanja do 30 km/h, zahvaljujući električnom akumulatoru u lijevoj nozi. U glavi je imao senzore za svijetla te je mogao okrenuti glavu prema najjačem izvoru svjetla. Također je imao ugrađen mikrofon i zvučnike koji su davali mogućnost simulacije razgovora na način da posjetitelji postavljaju pitanje robotu, te bi upravitelj robotom mogao odgovoriti na pitanje, a odgovor bi se čuo iz zvučnika koji se nalazio u robotu. Korišten je u edukativne svrhe, ali i u promotivne svrhe poput djeljenja letaka na Zagrebačkom velesajmu, a 1968. godine je imao i šetnju na Trgu bana Josipa Jelačića. Zbog svoje veličine i težine, skladištenje robota se pokazalo kao sve teži zadatak, a selidbom po raznim ustanovama koje su ga obično izlagale u predvorju došlo je do krađe pojedinih dijelova iz robota. Na kraju je robot bio predan jednom nastavniku u zagrebačkoj školi i tad mu se izgubio trag. 
Ponovno je identificiran oko 2000. godine, kada je bio dovezen u Klub mladih tehničara Dubrava kao staro željezo. Tadašnji voditelj kluba, Mario Stipandić, prepoznaje robota te je započeo pokušaj restauracije robota, međutim kako je TIOSS-u nedostajalo iznimno mnogo ključnih dijelova, pokušaji su se pokazali neuspješnim. 2020. godine se dogodio ponovni susret izumitelja Branimira Makaneca s robotom, nakon čega je odlučeno da će se robot donirati Školskom muzeju.
Ponovni pronalazak robota, potaknuo je studente pod voditeljstvom profesorice Ane Sović Kržić s Fakulteta elektrotehnike i računarstva (FER) da započnu proces obnove i oživljavanja robota, te su prvi koraci u procesu oživljavanja robota prezentirani 2023. godine na 14. diplomskoj radionici Zavoda za elektroničke sustave i obradu informacija na FER-u. U sklopu modernizacije robota, ugrađen je Raspberry Pi razvojni sustav za rad motora te je ostvarena ponovno funkcija okretanja glave prema najjačem svjetlu te detekcije objekata specifične boje. Na radionici 2024. godine predstavljen je napredak u modernizaciji robota kroz ostvarivanje autonomne funkcije govora u stvarnom vremenu. Autonomna funkcija govora izvršava se preko Google Speech API modela koji služi za prepoznavanje govora, generativnog AI modela GPT-3.5. za generiranje odgovora te mehanizma eSpeak kako bi se tekst pretvorio u govor. U studenom 2024. godine modernizirani TIOSS je prvi put prezentiran javnosti na Danima otvorenih vrata FER-a. 